# Thomas Macaulay

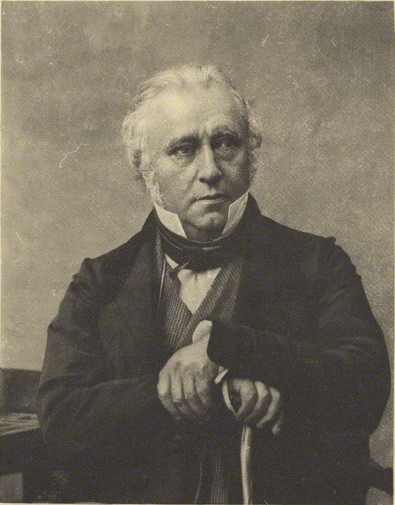
Thomas Macaulay (fotogravure)

Thomas Babington Macaulay (Rothley, 25 oktober 1800 – Londen, 28 december 1859) was een Britse historicus en politicus. Hij schreef invloedrijke essays en boeken over hedendaagse en historische thema's.
Macaulay was parlementslid voor de Whig Party. Deze politieke partij stond tussen 1680 en 1850 tegenover de voorloper van de Conservatieve partij, de Tories. Whig-politici verzetten zich tegen de absolute monarchie en stonden een modern koningschap voor.
Zijn The History of England (De geschiedenis van Engeland) was een baanbrekend en paradigmatisch voorbeeld van de zogenaamde Whig-geschiedschrijving, waarbij de geschiedenis wordt gezien als een onvermijdelijke ontwikkeling naar een staat van grote vrijheid en verlichting, uitmondend in de moderne liberale democratie en constitutionele monarchie.
Macaulay bekleedde diverse hoge politieke en bestuurlijke functies, zowel op het departement van defensie als op dat van financiën. Ook was hij verantwoordelijk voor hervormingen van het onderwijs in India, dat hij meer op Engelse leest schoeide, waarbij hij Engels de voertaal maakte. De traditionele Indiase stelsels voor onderwijs, beroepsvoorbereiding en wetenschap verdwenen daardoor nagenoeg.
Zijn historische, politieke en bestuurlijke belangstelling kwamen samen in zijn opvatting dat Groot-Brittannië de hoogste graad van beschaving belichaamde en dat dit land samen met andere beschaafde landen de rest van de wereld, die in barbarij verkeerde, diende te ontwikkelen en daar de vooruitgang te brengen.

## Jeugd
Macaulay werd op 25 oktober 1800 geboren in Rothley in Leicestershire als zoon van de Schotse Zachary Macaulay, gouverneur van Sierra Leone, en de uit Bristol afkomstige Selina Mills. Hij bezocht een privéschool in Hertfordshire en vervolgens Trinity College in Cambridge.

## Loopbaan
In 1830 werd Macaulay parlementslid voor Calne. In het parlement bepleitte hij de afschaffing van de beperkingen van burgerlijke vrijheden voor joden in het Verenigd Koninkrijk en zette hij zich in voor hervormingen van het kiesstelsel.
In 1832 werd Macaulay "Secretary to the Board of Control", belast met het bestuur van een groot deel van de Britse koloniale gebieden. In 1834 trad hij af als parlementslid en vertrok hij naar India, waar hij tot 1838 werkte bij de 'Supreme Council of India', belast met het bestuur van Brits-Indië.  Daar zette hij zich in voor de hervorming van het onderwijs, dat naar zijn idee meer in het Engels en minder in het Sanskriet of Perzisch gegeven moest worden. Hij was niet erg onder de indruk van de in het Sanskriet of Arabisch geschreven werken. De gehele traditionele op kennis gerichte literatuur van India en de Arabische wereld was in zijn ogen van minder belang dan een enkele boekenplank in een doorsnee Europese bibliotheek. Om het onderwijs in het Engels te kunnen geven,moesten Indiërs volgens Engelse standaarden tot leerkracht worden opgeleid. Dit had als belangrijk neveneffect dat er een klasse zou ontstaan die een intermediair kon vormen tussen de Engelsen en de miljoenen mensen die door de Engelsen geregeerd moesten worden. Behalve aan onderwijshervormingen werkte Macaulay aan de herziening van het strafrecht. De systematische precisie van zijn strafwetboek uit 1835 zou decennia later een model vormen voor het moederland, dat op de limieten van het casuïstisch gewoonterecht botste. Om zijn invloed aan te geven wordt wel gesproken van "Macaulay's Children"  (kinderen van Macaulay) als het gaat om mensen in India die de westerse cultuur hebben overgenomen en een leefstijl hebben die lijkt op de koloniale machthebbers ("Macaulayisme").
Na zijn terugkomst in Groot-Brittannië was hij van 1838 tot 1847 parlementslid voor Edinburgh. Hij zette zich daar onder meer in voor wetgeving over copyright. In 1849 werd hij rector van de University of Glasgow. In 1852 honoreerde hij het verzoek weer parlementslid te worden voor Edinburgh, maar zijn zwakke gezondheid maakte het vrijwel onmogelijk hieraan invulling te geven. In 1856 stelde hij zijn zetel ter beschikking. Nadat hij in 1857 de titel baron kreeg toegekend, was hij automatisch lid van het Hogerhuis, maar ook dit huis bezocht hij zelden. Aanhoudende problemen met zijn hart maakten het hem steeds moeilijker te werken. Hij overleed in 20 december 1858 aan een hartaanval, op 59-jarige leeftijd, ongetrouwd en kinderloos.

## Literaire, historische en politieke werken
Als jongeman componeerde Macaulay de balladen Ivry en The Armada, die hij opnam in Lays of Ancient Rome, een serie gedichten over heroïsche episodes uit de Romeinse geschiedenis die hij in 1842 als boek publiceerde.
De eerste vier delen van zijn beroemdste historische werk, The History of England from the Accession of James the Second, werden uitgegeven in 1848 en 1855. Zijn zus voltooide na zijn dood in 1859 het vijfde deel, dat de geschiedenis tot aan de dood van Willem III behandelt.
Zijn politieke werken beschrijven in een klinkende en een zelfverzekerde stijl hoe de Britten bijgeloof, autocratie en verwarring hebben afgeschud en een evenwichtige constitutie hebben gegrondvest, waarin vrijheid van geloof en expressie domineren. Dit model van menselijke vooruitgang, de Whig-interpretatie van de geschiedenis, komt in veel van Macaulays publicaties  aan de orde, men name in zijn essays in de Edinburgh Review. Zijn boek uit 1843 bundelt deze essays en was een bestseller. Deze benadering werd door latere historici bekritiseerd vanwege zijn eenzijdigheid en zijn zelfgenoegzaamheid, waarbij de overwinnaars helden zijn. Zo is de opvatting van Macaulay, dat Willem III geen blaam trof voor het het bloedbad in Glencoe, omstreden. Karl Marx beschreef Macaulays  benadering als een 'systematische vervalsing van de geschiedenis' en door Winston Churchill werd hij in de biografie van de hertog van Marlborough als leugenaar bestempeld.
- Bibsys: 90139077
- Biblioteca Nacional de España: XX1039444
- Bibliothèque nationale de France: cb119843605 (data)
- Catàleg d'autoritats de noms i títols de Catalunya: 981058520032306706
- CiNii: DA01213335
- Digitale Bibliotheek voor de Nederlandse Letteren: maca006
- Gemeinsame Normdatei: 11857566X
- International Standard Name Identifier: 0000 0001 2280 3769
- Library of Congress Control Number: n79084304
- Nationale Bibliotheek van Letland: 000031323
- Bibliotheek van het Japanse parlement: 00524028
- Nationale Bibliotheek van Tsjechië: jn20000401680
- Nationale bibliotheek van Australië: 35318100
- Nationale Bibliotheek van Israël: 987007264853005171
- Nationale Bibliotheek van Polen: a0000001724000
- Nationale en Universitaire bibliotheek Zagreb: 000315045
- Nederlandse Thesaurus van Auteursnamen: 068247826
- Réseau des bibliothèques de Suisse occidentale: 02-A003542222
- LIBRIS: 262240
- SNAC: w6n40m7p
- Système universitaire de documentation: 027901378
- Trove: 909801
- Virtual International Authority File: 56618365
- WorldCat: E39PBJpDW6cW4hBDFVbQTB8V4q